# Жангызагаш
Жангызагаш — река в России, протекает в Оренбургской области. Устье реки находится в 53 км по левому берегу реки Джарлы. Длина реки составляет 40 км. В 27 км от устья, по левому берегу реки впадает река Жанабай. В 16 км от устья, по левому берегу реки впадает река Бостыбай.

## Данные водного реестра
По данным государственного водного реестра России относится к Уральскому бассейновому округу, водохозяйственный участок реки — Урал от Ириклинского гидроузла до города Орск. Речной бассейн реки — Урал (российская часть бассейна).
Код объекта в государственном водном реестре — 12010000412112200003109.